# 1213 w literaturze
Wydarzenia literackie w 1213 roku.

## Urodzili się
- Sadi z Szirazu – perski poeta (zm. 1291)